# Japan Soccer League Cup 1980
Der Japan Soccer League Cup 1980 war die fünfte Ausgabe des Japan Soccer League Cup. Sieger des Wettbewerbs waren die Nippon Kokan.

## Ergebnisse

### 1. Runde
|                   | Ergebnis |                       |
| ----------------- | -------- | --------------------- |
| Honda Motors      | 3:0      | Tanabe Pharmaceutical |
| Yanmar Diesel     | 2:0      | Fujitsu               |
| Fujita Industries | 2:3      | Furukawa Electric     |
| Yomiuri           | 3:2      | Yamaha Motors         |

### Achtelfinale
|                             | Ergebnis |                   |
| --------------------------- | -------- | ----------------- |
| Toshiba                     | 1:0      | Honda Motors      |
| Nippon Steel                | 2:4      | Nippon Kokan      |
| Toyota Motors               | 2:4      | Teijin            |
| Yanmar Diesel               | 3:0      | Kofu SC           |
| Mitsubishi Heavy Industries | 0:1      | Furukawa Electric |
| Daikyo Oil                  | 0:2      | Nissan Motors     |
| Hitachi                     | 5:1      | Sumitomo Metals   |
| Yomiuri                     | 1:3      | Toyo Industries   |

### Viertelfinale
|                   | Ergebnis        |                 |
| ----------------- | --------------- | --------------- |
| Toshiba           | 0:1             | Nippon Kokan    |
| Teijin            | 2:1             | Yanmar Diesel   |
| Furukawa Electric | 1:1 (4:5 i. E.) | Nissan Motors   |
| Hitachi           | 4:1             | Toyo Industries |

### Halbfinale
|               | Ergebnis |         |
| ------------- | -------- | ------- |
| Nippon Kokan  | 2:1      | Teijin  |
| Nissan Motors | 0:2      | Hitachi |

### Finale
|              | Ergebnis |         |
| ------------ | -------- | ------- |
| Nippon Kokan | 3:1      | Hitachi |